# Coryphaenoides mediterraneus
Coryphaenoides mediterraneus és una espècie de peix de la família dels macrúrids i de l'ordre dels gadiformes.

## Morfologia
- Els mascles poden assolir 73 cm de llargària total.[5][6]

## Alimentació
Menja petits invertebrats bentònics.

## Hàbitat
És un peix d'aigües profundes que viu entre 2805-4262 m de fondària.

## Distribució geogràfica
Es troba al Mediterrani occidental, el Golf de Mèxic, Islàndia i des d'Açores fins a l'oest d'Escòcia.